# スコットランド民兵法案
スコットランド民兵法案（スコットランドみんへいほうあん、英語: Scottish Militia BillまたはScotch Militia Bill）は1708年初にグレートブリテン王国の庶民院と貴族院を通過した法案。しかし、1708年3月11日、アン女王は閣僚から民兵が忠実でない可能性を指摘されて裁可を拒否した。

## 内容
法案の正式名称は「スコットランドと呼ばれるグレートブリテンの部分の民兵を解決するための法」（An Act for settling the Militia of that Part of Great Britain called Scotland）である。法案の目的は王政復古以降も再設立されていないスコットランド民兵に武器を与えることであった。法案が提出されたのは1707年合同法によりスコットランドとイングランドが合同した以降のことだった。
法案が裁可される予定日、フランスがイギリス侵攻計画通りにスコットランドに向けて出航したとの報せが届いた上、スコットランド民兵には忠実でないとの疑いがかけられていたため、裁可拒否は世論に支持された。
なお、英国君主による法案裁可拒否はこの事例が最後となっており、以後は行われていない。

## 重要性
以前の国王は拒否権を度々行使しており、例えばウィリアム3世は議会で成立した法案に対し拒否権を6回行使した。しかし、スコットランド民兵法案は国王の裁可が拒否された最後の法案である。それ以降のイギリスにおいて、法案と内閣に対する国王の裁可は法案が議会で成立した、または総選挙が行われた後の単なる手続きと見なされた。
一方、植民地においては1708年以降も拒否権行使が続き、1776年のアメリカ独立宣言で述べられた不満の1つである。